# 7F busz (Békéscsaba)
A békéscsabai 7F jelzésű autóbusz az Autóbusz-állomás-ról indul és oda is érkezik, a járat hurokjárat, a 7-es busz kiegészítő járata. A viszonylatot a Volánbusz üzemelteti. Ez az egyik járat, amely összeköti Fényes városrészt és a Lencsési lakótelepet a belvárossal, valamint az autóbusz- és vasúti pályaudvarral.
A vonalon javarészt Ikarus 260.30A-s autóbuszok járnak.

## Jellemzői
A buszok kihasználtsága változó. Főleg Fényesről a belvárosba utazók használják.

## Útvonala
| "A" útvonal | "B" útvonal |
| --- | --- |
| - Autóbusz-állomás - Temető sor - Bartók Béla út - Bánszki utca - Bajza utca - Gyulai út - 44-es főút - Csárda sor - Fényesi utca - (csatlakozóút) - Magyar utca - Lencsési út - Bánát utca - Vozárik utca - Bartók Béla út - Petőfi utca - Andrássy út - Autóbusz-állomás | - Autóbusz-állomás - Andrássy út - Petőfi utca - Bartók Béla út - Szabadság tér - Dózsa György út - Corvin utca - Lencsési út - Magyar utca - (csatlakozóút) - Fényesi utca - Csárda sor - 44-es főút - Gyulai út - Körte sor - Lencsési út - Corvin utca - Bánát utca - Vozárik utca - Bartók Béla út - Petőfi utca - Andrássy út - Autóbusz-állomás |

## Megállóhelyek

### "A" útvonal
Ez a rövidebbik útvonal, mely során az Andrássy útról (Autóbusz-pályaudvar) indul, hosszan megy a Bartók Béla úton, áttér a Gyulai útra, átmegy több, Fényesi úton, majd betér a Lencsési útra, onnan vissza a Bartók Béla útra, majd az Andrássy útra a pályaudvarhoz.
Ezen az útvonalon az alábbi időpontokon közlekedik:
- Naponta: 6:30
- Iskolai előadási napokon: 4:30, 5:45, 7:00
- Tanszünetben munkanapokon: 4:30, 5:45

| 0  | Autóbusz-állomás végállomás | 1, 3, 3M, 3V, 4, 5, 7, 8, 8A, 8V, 17V, 20 120 (Budapest – Szolnok – Lökösháza), 121 (Békéscsaba – Mezőhegyes – Makó – Újszeged), 128 (Békéscsaba – Kötegyán – Vésztő), 135 (Békéscsaba – Orosháza – Hódmezővásárhely – Szeged) helyközi-országos autóbuszjáratok: Budapest-Népliget, Debrecen, Eger, Hajdúszoboszló, Karcag, Kecskemét, Kunszentmárton, Miskolc, Pécs, Szeged, Szentes, Szolnok, Zalaegerszeg regionális autóbuszjáratok: Battonya, Békés, Békéssámson, Békésszentandrás, Bélmegyer, Csanádapáca, Csorvás, Dévaványa, Doboz, Dombegyház, Elek, Füzesgyarmat, Gerendás, Geszt, Gyomaendrőd, Gyula, Kamut, Kaszaper, Kétsoprony, Kondoros, Köröstarcsa, Kunágota, Medgyesbodzás, Medgyesegyháza, Mezőberény, Mezőkovácsháza, Orosháza, Sarkad, Szabadkígyós, Szarvas, Szeghalom, Telekgerendás, Tótkomlós, Újkígyós, Vésztő | Obi Áruház, Penny Market : Békéscsaba vasútállomás Helyközi autóbusz-állomás |
| 2  | Tulipán utca                | 8, 8A, 8V | |
| 3  | Petőfi utca                 | 1, 3, 3M, 3V, 4, 17V | Békéscsabai Petőfi Utcai Általános Iskola |
| 4  | Haán Lajos utca             | 1, 3, 3M, 3V, 4, 17V helyközi-országos autóbuszjáratok: Debrecen, Szeged, Szentes regionális autóbuszjáratok: Battonya, Békésszentandrás, Dombegyház, Elek, Geszt, Gyomaendrőd, Gyula, Mezőkovácsháza, Orosháza, Szarvas, Újkígyós, Vésztő | Békéscsabai Belvárosi Általános Iskola és Gimnázium, Békéscsabai Rendőrkapitányság, Békéscsaba 1-es posta, Magyar Államkincstár - Állampénztári Ügyfélszolgálat |
| 6  | iskolacentrum               | 3M, 3V, 8, 8A, 17M helyközi-országos autóbuszjáratok: Kecskemét, Szentes regionális autóbuszjáratok: Békésszentandrás, Dombegyház, Elek, Geszt, Gyomaendrőd, Gyula, Mezőkovácsháza, Orosháza, Szarvas, Újkígyós, Vésztő | Szent István Egyetem, Szent-Györgyi Albert Kollégium, Aldi |
| 7  | Gyulai út                   | regionális autóbuszjáratok: Battonya, Dombegyház, Geszt, Gyomaendrőd, Gyula, Szarvas, Vésztő | |
| 8  | Körte utca                  | | |
| 13 | Veszely csárda              | | |
| 14 | Fényesi utca                | | |
| 16 | Perei tanya                 | | |
| 18 | Fényes, Vegyesbolt          | | |
| 19 | Fényes, autóbusz-forduló    | | |
| 21 | Fényes, Vasút               | | |
| 23 | Borjúréti kertek            | | |
| 24 | Feketefenyő utca            | | |
| 25 | Ifjúsági tábor              | 7, 17, 17M, 17V | Reál |
| 26 | Lencsési lakótelep          | 7, 17, 17M, 17V | Kondorosi Takarékszövetkezet |
| 27 | Lencsési ABC                | 7, 17, 17M, 17V | Lencsési ABC, Lencsési gyógyszertár, Lencsési úti orvosi rendelők, One Euro Market, Pietro ABC |
| 28 | Körgát                      | 7, 17, 17M, 17V | Kastélyi evangélikus temető |
| 30 | Lencsési, TESCO             | 7 Autóbusz-pályaudvar felé, 17 Szabadság tér felé, 17M Malom tér felé, 17V Autóbusz-pályaudvar felé | Tesco Hipermarket |
| 32 | Csányi utca                 | 7 | MÁV pálya |
| 33 | Kölcsey utca                | 7, 17, 17M, 17V | Napraforgó Gyógypedagógiai Központ, Korai fejlesztő és Fejlesztő felkészítő, Fejlesztő Iskola és Nappali Intézmény, Önálló Életvitel Központ és Integrált Támogató Szolgálatok Árpád Gyógy- és Strandfürdő                                                          |
| 34 | Vozárik utca                | 7 | |
| 36 | Petőfi liget                | 1, 3, 3M, 3V, 4, 5 Autóbusz-pályaudvar felé, 7, 8 Linamar felé, 8A Tesco felé, 8V Tesco felé, 17V, 20 Autóbusz-pályaudvar felé | Angyalos-kút, Békéscsabai Petőfi Utcai Általános Iskola, Békéscsabai Kemény Gábor Logisztikai és Közlekedési Szakközépiskola, Sétálóutca (Andrássy út), Trianon emlékmű Csaba Center: Békéscsaba Center Posta, Hervis, Media Markt, Spar, Telenor, T-Pont, Vodafone |
| 38 | Andrássy Gimnázium          | 1, 3, 3M, 3V, 4, 5, 7, 17V, 20 | Andrássy Gyula Gimnázium és Kollégium, Katonai Igazgatási és Érdekvédelmi Iroda |
| 40 | Autóbusz-állomás végállomás | 1, 3, 3M, 3V, 4, 5, 7, 8, 8A, 8V, 17V, 20 120 (Budapest – Szolnok – Lökösháza), 121 (Békéscsaba – Mezőhegyes – Makó – Újszeged), 128 (Békéscsaba – Kötegyán – Vésztő), 135 (Békéscsaba – Orosháza – Hódmezővásárhely – Szeged) helyközi-országos autóbuszjáratok: Budapest-Népliget, Debrecen, Eger, Hajdúszoboszló, Karcag, Kecskemét, Kunszentmárton, Miskolc, Pécs, Szeged, Szentes, Szolnok, Zalaegerszeg regionális autóbuszjáratok: Battonya, Békés, Békéssámson, Békésszentandrás, Bélmegyer, Csanádapáca, Csorvás, Dévaványa, Doboz, Dombegyház, Elek, Füzesgyarmat, Gerendás, Geszt, Gyomaendrőd, Gyula, Kamut, Kaszaper, Kétsoprony, Kondoros, Köröstarcsa, Kunágota, Medgyesbodzás, Medgyesegyháza, Mezőberény, Mezőkovácsháza, Orosháza, Sarkad, Szabadkígyós, Szarvas, Szeghalom, Telekgerendás, Tótkomlós, Újkígyós, Vésztő | Obi Áruház, Penny Market : Békéscsaba vasútállomás Helyközi autóbusz-állomás |

### "B" útvonal
Ez a hosszabbik útvonal. Ha ezen az útvonalon közlekedik, előfordul, hogy miután végigmegy Fényes megállóin, nem megy tovább a pályaudvarig, hanem a Lencsési autóbusz-forduló a végállomás.
Ezen az útvonalon az alábbi időpontokon közlekedik:
- Iskolai előadási napokon: 8:30 (Lencsési autóbusz-fordulóig), 12:15, 13:50, 14:50, 15:50, 16:45, 18:40
- Tanszünetben munkanapokon: 8:30 (Lencsési autóbusz-fordulóig), 12:15, 14:40, 16:45, 18:40
- Szabad és munkaszüneti napokon: 10:15, 12:15, 14:15, 16:15, 18:40

| 0  | Autóbusz-állomás végállomás | 1, 3, 3M, 3V, 4, 5, 7, 8, 8A, 8V, 17V, 20 120 (Budapest – Szolnok – Lökösháza), 121 (Békéscsaba – Mezőhegyes – Makó – Újszeged), 128 (Békéscsaba – Kötegyán – Vésztő), 135 (Békéscsaba – Orosháza – Hódmezővásárhely – Szeged) helyközi-országos autóbuszjáratok: Budapest-Népliget, Debrecen, Eger, Hajdúszoboszló, Karcag, Kecskemét, Kunszentmárton, Miskolc, Pécs, Szeged, Szentes, Szolnok, Zalaegerszeg regionális autóbuszjáratok: Battonya, Békés, Békéssámson, Békésszentandrás, Bélmegyer, Csanádapáca, Csorvás, Dévaványa, Doboz, Dombegyház, Elek, Füzesgyarmat, Gerendás, Geszt, Gyomaendrőd, Gyula, Kamut, Kaszaper, Kétsoprony, Kondoros, Köröstarcsa, Kunágota, Medgyesbodzás, Medgyesegyháza, Mezőberény, Mezőkovácsháza, Orosháza, Sarkad, Szabadkígyós, Szarvas, Szeghalom, Telekgerendás, Tótkomlós, Újkígyós, Vésztő | Obi Áruház, Penny Market : Békéscsaba vasútállomás Helyközi autóbusz-állomás |
| 2  | Andrássy Gimnázium          | 1, 3, 3M, 3V, 4, 5, 7, 17V, 20 | Andrássy Gyula Gimnázium és Kollégium, Katonai Igazgatási és Érdekvédelmi Iroda |
| 4  | Petőfi liget                | 1, 3, 3M, 3V, 4, 5 Autóbusz-pályaudvar felé, 7, 8 Linamar felé, 8A Tesco felé, 8V Tesco felé, 17V, 20 Autóbusz-pályaudvar felé | Angyalos-kút, Békéscsabai Petőfi Utcai Általános Iskola, Békéscsabai Kemény Gábor Logisztikai és Közlekedési Szakközépiskola, Sétálóutca (Andrássy út), Trianon emlékmű Csaba Center: Békéscsaba Center Posta, Hervis, Media Markt, Spar, Telenor, T-Pont, Vodafone |
| 6  | Petőfi utca                 | 1, 3, 3M, 3V, 4, 17V | Békéscsabai Petőfi Utcai Általános Iskola |
| 8  | Haán Lajos utca             | 1, 3, 3M, 3V, 4, 17V helyközi-országos autóbuszjáratok: Debrecen, Szeged, Szentes regionális autóbuszjáratok: Battonya, Békésszentandrás, Dombegyház, Elek, Geszt, Gyomaendrőd, Gyula, Mezőkovácsháza, Orosháza, Szarvas, Újkígyós, Vésztő | Békéscsabai Belvárosi Általános Iskola és Gimnázium, Békéscsabai Rendőrkapitányság, Békéscsaba 1-es posta, Magyar Államkincstár - Állampénztári Ügyfélszolgálat |
| 10 | Szabadság tér               | 1, 3, 3M, 3V, 4, 17, 17M, 17V, 20 6:53-tól/6:58-tól | Békéscsabai Bartók Béla Művészeti Szakközépiskola, és Alapfokú Művészetoktatási Intézmény, Zeneiskola, Békéscsabai Járási Hivatal, Békéscsabai Városi Önkormányzat, Fegyveres Erők Klubja, Fiume Hotel, Invitel Telepont, Jókai Színház, K&H Bank, Magyar Államkincstár Dél-Alföldi Regionális Igazgatóság, MKB Bank, OTP Bank, Sas Patika, Sétálóutca (Andrássy út), Szent István tér (Főtér), Városháza |
| 12 | Kölcsey utca                | 7, 17, 17M, 17V | Napraforgó Gyógypedagógiai Központ, Korai fejlesztő és Fejlesztő felkészítő, Fejlesztő Iskola és Nappali Intézmény, Önálló Életvitel Központ és Integrált Támogató Szolgálatok Árpád Gyógy- és Strandfürdő |
| 13 | Ábrahámffy utca             | 7 Lencsési autóbusz-forduló felé, 17, 17M Malom tér felé, 17V | Lidl, Oázis Üzletház, Tesco Hipermarket |
| 14 | Körgát                      | 7, 17, 17M, 17V | Kastélyi evangélikus temető |
| 16 | Lencsési ABC                | 7, 17, 17M, 17V | Lencsési ABC, Lencsési gyógyszertár, Lencsési úti orvosi rendelők, One Euro Market, Pietro ABC |
| 18 | Lencsési lakótelep          | 7, 17, 17M, 17V | Kondorosi Takarékszövetkezet |
| 10 | Lencsési autóbusz-forduló   | 7, 17, 17M, 17V | Élővíz-csatorna, Fenyves Hotel, Ifjúsági tábor, Parkerdő |
| 21 | Feketefenyő utca            | | |
| 22 | Borjúréti kertek            | | |
| 24 | Fényes, Vasút               | | |
| 25 | Fényes, autóbusz-forduló    | | |
| 27 | Fényes, Vegyesbolt          | | |
| 29 | Perei tanya                 | | |
| 30 | Fényesi utca                | | |
| 32 | Veszely csárda              | | |
| 40 | Ifjúsági tábor              | 7, 17, 17M, 17V | Reál |
| 41 | Lencsési lakótelep          | 7, 17, 17M, 17V | Kondorosi Takarékszövetkezet |
| 42 | Lencsési ABC                | 7, 17, 17M, 17V | Lencsési ABC, Lencsési gyógyszertár, Lencsési úti orvosi rendelők, One Euro Market, Pietro ABC |
| 43 | Körgát                      | 7, 17, 17M, 17V | Kastélyi evangélikus temető |
| 45 | Lencsési, TESCO             | 7 Autóbusz-pályaudvar felé, 17 Szabadság tér felé, 17M Malom tér felé, 17V Autóbusz-pályaudvar felé | Tesco Hipermarket |
| 47 | Csányi utca                 | 7 | MÁV pálya |
| 48 | Kölcsey utca                | 7, 17, 17M, 17V | Napraforgó Gyógypedagógiai Központ, Korai fejlesztő és Fejlesztő felkészítő, Fejlesztő Iskola és Nappali Intézmény, Önálló Életvitel Központ és Integrált Támogató Szolgálatok Árpád Gyógy- és Strandfürdő |
| 49 | Vozárik utca                | 7 | |
| 51 | Petőfi liget                | 1, 3, 3M, 3V, 4, 5 Autóbusz-pályaudvar felé, 7, 8 Linamar felé, 8A Tesco felé, 8V Tesco felé, 17V, 20 Autóbusz-pályaudvar felé | Angyalos-kút, Békéscsabai Petőfi Utcai Általános Iskola, Békéscsabai Kemény Gábor Logisztikai és Közlekedési Szakközépiskola, Sétálóutca (Andrássy út), Trianon emlékmű Csaba Center: Békéscsaba Center Posta, Hervis, Media Markt, Spar, Telenor, T-Pont, Vodafone |
| 53 | Andrássy Gimnázium          | 1, 3, 3M, 3V, 4, 5, 7, 17V, 20 | Andrássy Gyula Gimnázium és Kollégium, Katonai Igazgatási és Érdekvédelmi Iroda |
| 55 | Autóbusz-állomás végállomás | 1, 3, 3M, 3V, 4, 5, 7, 8, 8A, 8V, 17V, 20 120 (Budapest – Szolnok – Lökösháza), 121 (Békéscsaba – Mezőhegyes – Makó – Újszeged), 128 (Békéscsaba – Kötegyán – Vésztő), 135 (Békéscsaba – Orosháza – Hódmezővásárhely – Szeged) helyközi-országos autóbuszjáratok: Budapest-Népliget, Debrecen, Eger, Hajdúszoboszló, Karcag, Kecskemét, Kunszentmárton, Miskolc, Pécs, Szeged, Szentes, Szolnok, Zalaegerszeg regionális autóbuszjáratok: Battonya, Békés, Békéssámson, Békésszentandrás, Bélmegyer, Csanádapáca, Csorvás, Dévaványa, Doboz, Dombegyház, Elek, Füzesgyarmat, Gerendás, Geszt, Gyomaendrőd, Gyula, Kamut, Kaszaper, Kétsoprony, Kondoros, Köröstarcsa, Kunágota, Medgyesbodzás, Medgyesegyháza, Mezőberény, Mezőkovácsháza, Orosháza, Sarkad, Szabadkígyós, Szarvas, Szeghalom, Telekgerendás, Tótkomlós, Újkígyós, Vésztő | Obi Áruház, Penny Market : Békéscsaba vasútállomás Helyközi autóbusz-állomás |

## Külső hivatkozások
- Békéscsaba buszjáratai és menetrendjük
- A Dél-alföldi Közlekedési Központ Zrt. honlapja
- A Körös Volán honlapja
- Változik a buszok útvonala, új megállók épülnek - Csabai Mérleg
- A Körös Volán autóbuszainak listája Archiválva 2016. március 5-i dátummal a Wayback Machine-ben
- Utcák és közterületek átnevezése Archiválva 2013. december 19-i dátummal a Wayback Machine-ben